# Conventional Weapons
Conventional Weapons — сборник песен американской альтернативной рок-группы My Chemical Romance, выпускавшийся последовательно по две песни в период с октября 2012 года по февраль 2013 года.

## О сборнике
О выпуске Conventional Weapons было объявлено 14 сентября 2012 года гитаристом группы Фрэнком Айеро через официальный сайт группы. Альбом состоит из десяти неизданных песен, которые были записаны в 2009 году, до выпуска четвёртого студийного альбома Danger Days: The True Lives of the Fabulous Killjoys. Пять синглов (каждый из которых содержит по две песни) выходили раз в месяц с октября 2012 года до февраля 2013 года.

### Релиз
Conventional Weapons был выпущен в виде пяти пар композиций, доступных для скачивания с официального сайта My Chemical Romance в цифровом формате. Помимо этого, все пять сетов можно было предварительно заказать в отдельном сет-боксе через интернет-магазин на официальном сайте. Сет-бокс представляет собой пять 7-дюймовых виниловых пластинок, упакованных в пять различных обложек, изображающих разные виды оружия. Последний, пятый, сингл отправлялся вместе с коробкой (сет-бокс) для размещения всех пяти отдельных релизов. Все виниловые пластинки были разных цветов.

## Список композиций
Слова и музыка всех песен — Gerard Way, Ray Toro, Frank Iero, Mikey Way, Bob Bryar.
| №                   | Название            | Длительность |
| ------------------- | ------------------- | ------------ |
| 1.                  | «Boy Division»      | 2:55         |
| 2.                  | «Tomorrow's Money»  | 3:16         |
| Общая длительность: | Общая длительность: | 6:13         |

| №                   | Название            | Длительность |
| ------------------- | ------------------- | ------------ |
| 3.                  | «AMBULANCE»         | 3:52         |
| 4.                  | «Gun.»              | 3:39         |
| Общая длительность: | Общая длительность: | 7:45         |

| №                   | Название                     | Длительность |
| ------------------- | ---------------------------- | ------------ |
| 5.                  | «The World Is Ugly»          | 4:54         |
| 6.                  | «The Light Behind Your Eyes» | 5:12         |
| Общая длительность: | Общая длительность:          | 10:06        |

| №                   | Название            | Длительность |
| ------------------- | ------------------- | ------------ |
| 7.                  | «Kiss the Ring»     | 3:09         |
| 8.                  | «Make Room!!!!»     | 3:42         |
| Общая длительность: | Общая длительность: | 6:51         |

| №                   | Название              | Длительность |
| ------------------- | --------------------- | ------------ |
| 9.                  | «Surrender the Night» | 3:27         |
| 10.                 | «Burn Bright»         | 4:17         |
| Общая длительность: | Общая длительность:   | 7:44         |

## Над альбомом работали
Группа
- Frank Iero — ритм-гитара, бэк-вокал
- Ray Toro — гитара и бэк-вокал
- Gerard Way — вокал
- Mikey Way — бас-гитара
- Bob Bryar - ударные

В записи синглов принимали участие
- Rich Costey  — запись
- Brendan O’Brien — продюсер
- Matt «Varnish» Taylor  — дизайн